# Entrée de service (film, 1934)
Pour l’article homonyme, voir Entrée de service.
Pour plus de détails, voir Fiche technique et Distribution.
Entrée de service (Servants' Entrance) est un film américain réalisé par Frank Lloyd et sorti en 1934.
Il comporte une séquence animée réalisée par les studios Disney, correspondant au cauchemar  du personnage principal du film.

## Synopsis
La fille d'un homme riche, en proie à des difficultés financières, prend un emploi de domestique et tombe amoureuse du chauffeur de voiture.

## Fiche technique
- Titre original : Servants' Entrance
- Réalisation : Frank Lloyd, Walt Disney (séquence animée)
- Scénario : Samson Raphaelson d'après le roman norvégien Vi som går kjøkkenveien de Sigrid Boo
- Production : Fox Film Corporation
- Pays de production :  États-Unis
- Photographie : Hal Mohr
- Costumes : René Hubert
- Musique : Arthur Lange, Frank Churchill (séquence animée)
- Montage : Margaret Clancey
- Durée : 88 minutes
- Date de sortie: 
  - États-Unis : 26 septembre 1934

## Distribution
- Janet Gaynor : Hedda Nilsson/Helga Brand
- Lew Ayres : Erik Langstrom
- Ned Sparks : Hjalmar Gnu
- Walter Connolly : Viktor Nilsson
- Louise Dresser : Mrs. Hanson
- Astrid Allwyn : Sigrid Hanson
- Sig Ruman : Hans Hansen
- John Qualen : Detective
- Catherine Doucet : Anastasia Gnu
- Josephine Whittell : Christina